# José Cestero
José Ángel Cestero Rodríguez, detto Totín (Río Piedras, 24 gennaio 1938 – 10 maggio 2014), è stato un cestista portoricano.